# Победа стран «оси» во Второй мировой войне (альтернативная история)

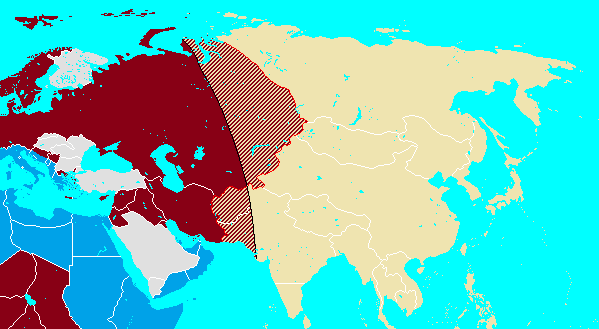
Предполагаемый раздел Евразии в случае победы стран Оси.
Нацистская Германия / Lebensraum
Итальянская империя / Spazio vitale Японская империя / Dai Tōa Kyōeiken
предполагаемые границы японской сферы влияния
предполагаемые границы германской сферы влияния

Победа во Второй мировой войне стран нацистского блока (стран оси), прежде всего нацистской Германии и Японской империи, — одна из популярных концепций жанра альтернативной истории, преимущественно антиутопической.

## Описание
По данным «Alternate History Month», победа стран «оси» является одним из двух наиболее часто используемых в альтернативно-исторических произведениях на английском языке сюжетов (наряду с Гражданской войной в США), причём, согласно прозвучавшим на конвенте «Worldcon» в 2001 году цифрам, основывающимся на статистике базы данных Uchronia, период Второй мировой войны прочно удерживает первенство (на втором месте Гражданская война в США, на третьем — революция в России и Первая мировая война). Немецкая газета Die Welt считает, что наблюдается всплеск интереса к теме и победа нацистской Германии в войне — исходная посылка едва ли не двух третей альтернативно-исторической фантастики.
Победоносная для стран «оси» Вторая мировая война находит отражение в ряде написанных в жанре антиутопии литературных и публицистических трудов, увидевших свет до войны, главным образом в 1930-х годах, когда фашизм и нацизм уже были известны, но ещё не доминировали в Европе. Этой теме посвящены документальные научные и научно-популярные работы послевоенных исследователей — историков, политологов и др. Она затрагивается в большом количестве фантастических произведений культуры (книг, кинофильмов и др.) послевоенного времени.

## Довоенная футурология
Ниже представлены аналитические, публицистические труды и литературные антиутопии, увидевшие свет до и во время Второй мировой войны. Поскольку до войны не был известен ни итог последней, ни даже сама её определённость, такие произведения не могут быть отнесены к жанру альтернативной истории — эта история на тот момент ещё не стала альтернативной, но была лишь вероятностью, — однако являются образцами другого жанра, футурологии, научного либо художественного прогнозирования будущего.

### «Тихоокеанская проблема в XX столетии»
Книга российского генерала-эмигранта, военного теоретика, профессора Русского историко-филологического факультета при Парижском университете Николая Головина, написанная в соавторстве с адмиралом Александром Бубновым и изданная на английском языке в 1922 году в Нью-Йорке и Лондоне, в 1924 в Праге, а в 1925 — в Москве с предисловием Карла Радека.
Анализируется будущее японо-американское противостояние в бассейне Тихого океана, ресурсы сторон, экономический потенциал, сила армий и флотов, подводная война, блокады, возможные места базирования и морских битв, высадки десантов, и делается вывод о вероятности оккупации Японией Гуама и Филиппин и о неизбежности её побед на первом этапе войны. Великобритания рассматривается и как возможный союзник Японии, и как предположительный союзник США.
Книга включает в себя следующие главы: «Будущая борьба на Тихом океане», «Морские вооружённые силы Америки и Японии на Тихом океане», «Стратегическая обстановка единоборства Америки с Японией», «Значение России в Тихоокеанской проблеме».
- Golovin, N.; Bubnov, A. The Problem of the Pacific in the Twentieth Century. — London: Gyldenbal, 1922. — 256 с. — ISBN 0405020236 (1970 issue).
- Головин, Н.; Бубнов, А. Тихоокеанская проблема в XX столетии // Алексей Вандам, Николай Головин, Александр Бубнов. Неуслышанные пророки грядущих войн. — М.: АСТ, Астрель, 2004. — 368 с. — ISBN 5170252234.

### «Последние и первые люди»
Масштабная псевдохроника британского философа и писателя-фантаста Олафа Стэплдона, написанная в 1930 году. В книге описано развитие человечества на протяжении двух миллиардов лет, за которые сменилось 18 биологических видов людей и огромное количество цивилизаций. В первых шести главах, где речь идёт о Первых людях (собственно, нынешних Homo sapiens sapiens), рассказывается, в числе прочего, и о германо-советской войне.
По версии автора, бедная Советская Россия благодаря нэпу становится всё более и более зависима от США, их финансов и технологий, и, при внешнем сохранении коммунистической риторики, эволюционирует в их несамостоятельный придаток. Там пестуются антигерманские настроения, между Россией и Европой нарастает напряжённость. Европа, объединившаяся в довольно неустойчивую поначалу прогерманскую Европейскую Конфедерацию, намеревается с помощью войны захватить нефтяные промыслы азиатской России. Её цели: подрыв могущества США и собственная консолидация.
Поводом к войне оказался выход в Германии провокационной книги, где русское лицо характеризовалось как имеющее обезьяньи и недочеловеческие черты. Москва потребовала запрета книги, Берлин настаивал на свободе слова. Итоги продлившейся всего одну неделю войны: Москва, Петербург и Берлин уничтожены авиацией, но Конфедерация побеждает. Вся европейская Россия обработана особыми отравляющими газами, пространство от Чёрного до Балтийского моря выжжено, необитаемо и лишено какой бы то ни было флоры и фауны.
Однако эти же газы продолжили носиться и над самой Европой, уничтожая и калеча всё живое, что нанесло ей непоправимый ущерб. Америка оказывает деморализованной Европе помощь, но последняя обставлена так, что теперь и Конфедерация попадает в финансово-экономическую зависимость от заокеанского хозяина. После окончательного падения России русский дух, культуру и, в частности, большевизм перенимает и усваивает поднимающийся Китай, впрочем и он всё больше разлагается Америкой.
- Stapledon, O. Last and First Men: A Story of the Near and Far Future. — London: Methuen, 1930. — 336 с. — ISBN 185798806X (2000 edition).
- Стэплдон, О. [lib.aldebaran.ru/author/styepldon_olaf/styepldon_olaf_poslednie_i_pervye_lyudi_istoriya_blizlezhashego_i_dalekogo_budushego/ Последние и первые люди: история близлежащего и далекого будущего]. — СПб., М.: ACT, Ермак, 2004. — 638 с. — ISBN 5170216130.

### «Современная стратегическая обстановка на Дальнем Востоке»
В докладе, прочитанном Николаем Головиным 1 марта 1934 года и в том же году изданном в виде брошюры в Белграде, сравниваются экономические ресурсы и военный потенциал Советского Союза и Маньчжурии/Японии на Дальнем Востоке, делается вывод о неизбежности войны и о победе в ней Японской империи. Названия глав: «Экономическое и политическое положение в русском Приморье и Приамурье», «Максимум красных сил, который может быть сосредоточен на Дальнем Востоке», «Какие вооружённые силы нужны Японии для овладения Приморьем», «На чьей стороне на Дальнем Востоке будет перевес в воздушных силах».
- Головин, Н. Современная стратегическая обстановка на Дальнем Востоке. — Белград: «Русский народ», 1934. — 60 с.
- Головин, Н. Современная стратегическая обстановка на Дальнем Востоке // Алексей Вандам, Николай Головин, Александр Бубнов. Неуслышанные пророки грядущих войн. — М.: АСТ, Астрель, 2004. — 368 с. — ISBN 5170252234.

### «Война на Тихом океане»
В книге Сазерленда Денлингера (Sutherland Denlinger) и Чарльза Гери (Charles Gary), изданной в 1936 году в Нью-Йорке, а в 1939 — Военным издательством Рабоче-Крестьянского Военно-морского флота СССР в Москве и Ленинграде, предсказывается неизбежность военного столкновения США с Японией и подробно анализируются возможные сценарии этой войны. В книге не предусмотрена возможность привлечения СССР в качестве союзника США.
- Denlinder S., Gary C. B. War in the Pacific. A Study of Naves, Peoples and Battle Problems. — New York: R.M. McBride & Co, 1936.
- Денлингер, С.; Гери, Ч. [militera.lib.ru/science/denlinger_gary/ Война на Тихом океане]. — М.—Л.: Военно-морское издательство РКВМФ СССР, 1939.

### «Гитлер против СССР»

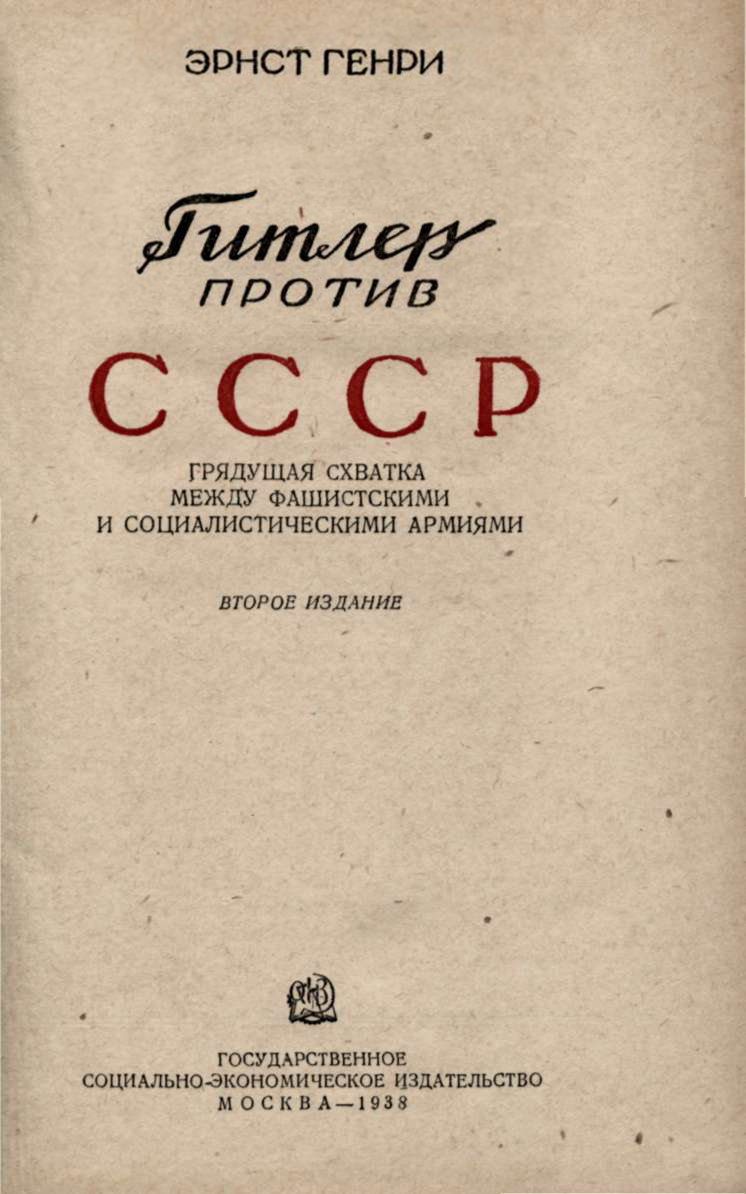
Титульный лист изданной в 1938 году вторым изданием брошюры Эрнста Генри «Гитлер против СССР. Грядущая схватка между фашистскими и социалистическими армиями».

Книга коминтерновца, активиста компартии Германии и советского разведчика Семёна Ростовского, изданная в Лондоне в 1934 (и переизданная в Нью-Йорке в 1936) году под псевдонимом Эрнст Генри и заглавием «Гитлер над Россией?» — как продолжение его более ранней (март 1934) работы «Гитлер над Европой?». Фактически автор воспроизвёл вплоть до некоторых деталей ещё не существовавший на тот момент план «Барбаросса», показав, какие опасности таит в себе грядущее вторжение нацистской Германии в Советский Союз. Критик «Отечественных записок» Ярослав Добролюбов пишет, что автор в 1970-х годах говорил:

Ходила такая шутка, что я совершил взлом сейфов и нашёл там «план Барбаросса». Всё это — сказки, этот план и то в черновике был составлен где-то в 40-м году… Я лишь ставил себя на место фашистов, старался мыслить их категориями.

Отправной точкой, после которой экспансия Рейха на Восток стала неминуема, Эрнст Генри видел «ночь длинных ножей» 30 июня 1934 года, в ходе которой Гитлер ликвидировал ряд своих политических оппонентов в нацистской среде. Олигархическо-аристократическое «крыло» Фрица Тиссена одерживает верх над мелкобуржуазными штурмовиками Эрнста Рёма.
По сути проделанная Ростовским работа была сценарным планированием вероятного развития событий. Автор предсказал многие из них — например, аншлюс Австрии и расчленение Чехословакии. Разумеется, предвидеть всё полностью автор не мог. Например, по его версии Гитлера в походе на СССР должны были поддержать японская Квантунская армия и британский военно-морской флот, а союз Германии с Италией маловероятен из-за этнических противоречий в Южном Тироле.
Автор верно указал на многих будущих союзников Рейха на Балканах (ошибся лишь с «Железной Гвардией» Корнелиу Кодряну, которая в реальности проиграла более умеренному диктатору Иону Антонеску), однако предположил, что они займутся реставрацией в некоем новом виде автономии Австро-Венгерской империи. Союзником Гитлера, кроме Финляндии и стран Прибалтики, должна была стать и Польша.
Генри недооценивал будущее танков и предполагал развитие военного наступления по аналогии с Первой мировой войной — как живой фронт, траншеи с колючей проволокой и отсутствие резких прорывов. Однако при этом он смог увидеть, например, грядущую блокаду Ленинграда. По его версии Германия не одолеет Францию, объединённый британо-германский флот заблокирует черноморские проливы, а Турция станет союзником СССР. Залогом итогового поражения Рейха, несмотря на все его завоевания, окажется «пятая колонна» трудящихся внутри Германии, которые должны взбунтоваться после налётов советской дальней авиации на германские города.
- Henri, E. Hitler over Europe? — New York: Simon & Schuster, 1934. — 207 с.
- Henri, E. Hitler over Russia? The Coming Fight between the Fascist and Socialist Armies / Trans. by Michael Davidson. — New York: Simon & Schuster, 1936. — 294 с.
- Генри, Э. [publ.lib.ru/ARCHIVES/G/GENRI_Ernst/_Genri_E..html Гитлер против СССР. Грядущая схватка между фашистскими и социалистическими армиями]. — М.: Государственное социально-экономическое издательство, 1938. — 267 с.

### «Ночь свастики»
Другое название «Долгая ночь». Роман-антиутопия британской феминистки Кэтрин Бердекин (Katharine Burdekin) 1937 года, опубликованный под псевдонимом Мюррей Константайн. Действие происходит спустя семьсот лет после прихода нацистов к власти. Германия и Япония выиграли «Двадцатилетнюю войну», Рейх простирается на всю Европу и европейскую часть бывшего Советского Союза. В Европе ненавидят англичан, потому что они были последними, кто сопротивлялся. В завоёванном мире царит гомосексуальное женоненавистничество, христиане маргинализованы, евреи устранены, женщины лишены гражданских прав и одержимы гендерным самоуничижением, деторождение повсеместно презираемо.
Японцы управляют Америкой, Австралией и Азией до Персии и Урала, неизбежные войны Германии с Японией заканчиваются безрезультатно: паритет. Однако обе супердержавы подвержены катастрофической депопуляции из-за вырождения женщин. Гитлеру поклоняются как высокому белокурому «арийскому» божеству, история полностью переписана. Главный герой, волей случая увидевший фотографию реального Гитлера, шокирован. Его убивают эсэсовцы, однако он успевает передать правду об истории сыну.
- Constantine, M. Swastika Night. — London: Victor Gollancz Ltd, 1940. — 196 с. — ISBN 0935312560 (1993 edition).

### «Иллюзорная победа»
Сатирический роман-предостережение австрийского эмигранта, позже политического аналитика Harper’s Magazine Эрвина Лесснера (англ. Erwin Christian Lessner), изданный в 1944 году. Нацистская Германия повержена — однако большей части нацистских вождей удаётся раствориться среди населения и уйти от возмездия. Умело используя дырки в послевоенных законах оккупационной администрации антигитлеровской коалиции, попущения союзников и пассивный саботаж немцев, нацисты шаг за шагом возвращаются к власти.
Германия обзаводится новым фюрером-пастырем, а затем возобновляет экспансию нового, Четвёртого рейха. К 1951 году военно-морские силы Германии оказываются равными американским — и пастырь начинает говорить о «расширении нашего пастбища». В 1955 году континентальная Европа и обанкротившаяся Россия становятся германскими колониями. В 1960 году возобновляется агрессия против Великобритании — а далее и на весь мир.
- Lessner, E. Phantom victory. The Fourth Reich: 1945—1960. — New York: G. P. Putnam’s, 1944. — 227 с.

## Послевоенные исследования
Ниже представлены написанные в послевоенное время и основанные на документальном экспертном анализе научные и научно-популярные работы исследователей-аналитиков — историков, политологов, писателей и др.

### «Евро-советская империя»
Политологическая работа 1975 года, написанная бельгийским ультраправым политическим теоретиком Жаном-Франсуа Тириаром, которая в настоящее время входит в список литературы при изучении предмета геополитики в некоторых вузах. Тириар первым среди европейских националистов в 1960-е годы пришёл к выводу, что главным врагом объединяющейся Европы является не СССР, а США.
Автор напрямую рассматривает СССР как наследника нацистской Германии и в целом идеи «Европы от Владивостока до Дублина», а США как наследника Великобритании, противостоящих такой супер-Европе и на протяжении многих веков не дающих ей объединиться. Стратегической военной ошибкой Гитлера Тириар видит неверный выбор им направления решающего удара: «Гитлер проиграл войну не в России, он проиграл её уже в тот день, когда он согласился на „испанский нейтралитет“ (и отказался от Гибралтара) и в дальнейшем не придавал должного значения Северо-Африканскому фронту. Победу Рейх должен был добывать на Средиземном море…», выбив из европейского подбрюшья англо-американцев и укрепив свои позиции чем-то более дееспособным, нежели его бездарные союзники в Южной Европе — Муссолини, Франко и Петен.
Итогом, по мысли Тириара, должна была бы стать объединённая проевропейская империя от Владивостока до Рейкьявика, где Западная Европа, СССР и арабские страны Северной Африки и Аравии дополняли бы друг друга, успешно противостоя атлантистским англосаксам. Автор увидел решающую ошибку Гитлера в онемечивании покорённых земель и попытался показать, что реальное объединение несовместимо с каким бы то ни было национализмом. Поэтому особые надежды возлагались им на советизацию — как интернациональную по сути концепцию, ведущую к взаимной интеграции. Впрочем, ислам, как и Китай, рассматривались Тириаром скорее как геополитические противники.
- Thiriart, J. Un Empire de quatre cents millions d’hommes, l’Europe. — Paris: Avatar Editions, 2007. — 312 с. — ISBN 9780955513244.
- Тириар, Ж. Евро-советская империя от Владивостока до Дублина. — «Элементы», № 1, 1992.

### «Упущенные возможности Гитлера»
Исследование специализирующегося на военной истории писателя Кеннета Макси (Kenneth Macksey), изданное в 1995 году. Целью этого сборника, состоящего из одиннадцати самостоятельных глав, является выявление стратегических просчётов Гитлера, точек бифуркации, когда принятое или не принятое фюрером решение роковым образом повлияло на уменьшение шансов нацистской Германии победить в войне. Оригинальное издание содержит девять глав, в русском к ним добавлены ещё две, написанные российскими авторами. Кроме того книга снабжена развитым комментарийным и справочным аппаратом, в том числе аналитикой, посвящённой механике исторической реконструкции.
Среди подробно рассмотренных сюжетов — альтернативная стратегия приоритетного овладения Средиземным морем в 1940 году, совместная стратегическая скоординированная война Японии и Германии против союзников в 1941—1942 годах, вторжение в СССР и обретение Москвы, неудачная высадка в Нормандии в 1944 году, а также вариант замены нападения на СССР разворачиванием масштабной антибританской подводной войны, после чего Рейх делит Европу с Советским Союзом, сажает в Великобритании марионеток, а собственно Второй мировой войны вообще как таковой не происходит.
- Macksey, K. The Hitler Options: Alternate Decisions of World War II. — Stackpole Books, 1995. — 240 с. — ISBN 1853671924.
- Макси, К. [militera.lib.ru/research/macksey/index.html Упущенные возможности Гитлера] / пер. и отв. ред. С.Переслегин. — М., СПб.: АСТ, Терра Фантастика, 2000. — 544 с. — ISBN 5170031629.

### «Победы, которых могло не быть»
Книга профессора военной истории и военного корреспондента Би-би-си Эрика Дуршмида (Erik Durschmied), изданная в 1999 году. В трёх сюжетах сборника, состоящего из не связанных между собой глав, рассматриваются, наряду с реальными событиями Второй мировой войны, их альтернативы. В главе Der Halte Befehl — вероятность полного разгрома британского экспедиционного корпуса в Дюнкерке в мае 1940 года; в Акуле на воле — возможность непотопления Гранд Флитом в мае 1941 года линкора «Бисмарк»; в Загадке Зорге Гитлер начинает операцию «Барбаросса» на месяц раньше, а Рихард Зорге не посылает из Японии в СССР важную информацию, из-за чего сибирские дивизии не перебрасываются для контрудара под Москвой.
- Дуршмид, Э. Победы, которых могло не быть. Как слепой случай и глупость меняли историю = The Hinge Factor (1999) / пер. М. Пчелинцева. — М., СПб.: АСТ, Терра Фантастика, 2002. — 560 с. — ISBN 5170163126.

### «Что если?»
Изданный в 1999 году сборник «Что если? Крупнейшие военные историки мира представляют себе, что могло быть» содержит научные эссе и составлен военным историком, профессором Робертом Каули (Robert Cowley), редактором издания The Quarterly Journal of Military History. Он охватывает наиболее значимые развилки мировой истории, начиная со времён Древней Греции и Ассирии. Несколько эссе посвящено альтернативному взгляду на Вторую мировую войну.
Британский военный историк Джон Киган (John Keegan) подробно рассматривает ближневосточную альтернативу для Рейха. По его мнению, она намного лучше обеспечивала его экспансионизм, нежели «план Барбаросса». Овладение Левантом и Средним Востоком — при сохранении нейтралитета Турции либо при её оккупации — позволило бы Гитлеру намного увереннее вести последующие войны с Великобританией и СССР. Был для броска к арабской нефти и формальный повод: 3 апреля 1941 года произошёл госпереворот в Ираке, и его новый правитель Рашид Али обратился к Германии с просьбой о поддержке.
Американский историк, биограф Эйзенхауэра и Никсона Стивен Эмброуз (Stephen E. Ambrose) размышляет, к каким последствиям привела бы неудача англо-американской высадки в Нормандии. Эйзенхауэр наверняка оказался бы смещён, а новый руководитель не стал бы компромиссной фигурой. За неудачей «Оверлорда» последовало бы падение кабинета Черчилля и, вероятно, Рузвельта. Отсутствие обещанного западными союзниками в Тегеране второго фронта неизбежно раскололо бы антигитлеровскую коалицию — что привело бы либо к возобновлению советско-германского пакта, либо к оккупации Советским Союзом всей Европы вплоть до Ла-Манша. Это вынудило бы США форсировать бомбардировки немецких городов — в том числе и с помощью атомного оружия.
Английский писатель Энтони Бивор (Antony Beevor) задаётся вопросом: что помешало Дуайту Эйзенхауэру 12 апреля 1945 года, когда американские войска уже переправились через Эльбу, продолжить наступление и взять Берлин, находившийся в 60 километрах? Неожиданная смерть Рузвельта и последовавшая политическая неопределённость, по-видимому, привели генерала к решению не жертвовать десятками тысяч солдат. Между тем, Бивор приходит к выводу, что битва за Берлин была де-факто битвой за германский уран для Сталина. Советские физики, работавшие до 1933 года в Институте кайзера Вильгельма и других научных учреждениях Германии, были осведомлены о том, что там происходило. В результате штурма сердца нацистской Германии СССР получил ценнейшее сырьё, что на годы сократило его путь к собственной атомной бомбе.
В 2001 году под редакцией того же Роберта Каули вышел ещё один сборник — «Что если? 2». В нём рассмотрены следующие варианты: «Война 1938 года» (Франция и Британия не соглашаются на расчленение Чехословакии), «Премьер-министр Галифакс» (избрание Эдуарда Вуда вместо Черчилля), «Президентство Уоллеса» (если бы Рузвельт выбрал в вице-президенты не Гарри Трумэна), а также ряд альтернатив на тихоокеанском театре военных действий.
- What If? The World's Foremost Historians Imagine What Might Have Been / edited by Robert Cowley. — New York: Putnam Adult, 1999. — 395 с. — ISBN 0399145761.
- What If? 2: Eminent Historians Imagine What Might Have Been / edited by Robert Cowley. — New York: Putnam Adult, 2001. — 400 с. — ISBN 0399147950.

### «10 фатальных ошибок Гитлера»
Книга военного историка Бевина Александера (Bevin Alexander), впервые изданная в 2000 году. Состоит из 24 глав, охватывающих период от 1940 года до последних дней Рейха. Первой крупной ошибкой Гитлера автор считает промедление с началом высадки на Британские острова после Дюнкерка. Далее Александер поэтапно ставит всё новые и новые вопросы о стратегии Германии и указывает на её роковые ошибки. В частности, вермахт мог обойти Сталинград, перекрыв нефтяную дорогу жизни Сталину, мог поставить под контроль Средиземное море, изгнав оттуда союзников и обеспечив себя ресурсами, мог решить битву на Курской дуге в свою пользу, мог форсировать создание зенитно-ракетных комплексов и так далее.
- Alexander, В. How Hitler Could Have Won World War II: The Fatal Errors That Lead to Nazi Defeat. — London: Times Books, 2000. — 304 с. — ISBN 0609808443 (2001 edition).
- Александер, Б. [militera.lib.ru/research/alexander/index.html 10 фатальных ошибок Гитлера] / пер. с англ. — М.: Яуза, Эксмо, 2004. — 448 с. — ISBN 5815301450.

### «Вторжение, которого не было»
Ещё одно масштабное исследование Кеннета Макси 2001 года. Работа полностью посвящена описанию-реконструкции удачных вариантов реализации операции «Морской лев» по высадке германских войск и оккупации Великобритании в июле 1940 года. Допущение, которое позволяет автору описать успех, — согласие фюрера на немедленный десант на Британские острова сразу после победоносного Дюнкерка.
Дальнейшая цепочка военных решений у него идёт более сжато, со смещением на несколько дней, а то и недель. Хорошо и подробно описан сам ход операции по захвату, однако последствиям вторжения уделено гораздо меньше внимания: задачей Кеннета Макси не был показ того, что прямо не вытекало из исходных данных. Есть, впрочем, упоминание, что после падения Лондона в оккупированной Британии формируется пронацистское марионеточное правительство.
Помимо своего основного текста русское издание книги содержит ряд приложений — в частности, несколько методологических статей по альтернативной истории, а также справочник по армиям конфликта.
- Macksey, K. Invasion: The Alternate History of the German Invasion of England, July 1940. — Ashcroft: Wren's Park Publishing, 2001. — 224 с. — ISBN 0905778790.
- Макси, К. Вторжение, которого не было / пер. Т. Велимеева, отв. ред. С. Переслегин. — М., СПб.: АСТ, Терра Фантастика, 2001. — 560 с. — ISBN 5170031637.

### «Победа Восходящего солнца»
Изданный в 2001 году под редакцией старшего аналитика Национального центра наземной разведки (U.S. Army National Ground Intelligence Center) армии США Питера Цураса (Peter Tsouras) сборник из десяти автономных аналитических статей разных экспертов, посвящённых детальному разбору стратегических ошибок, допущенных Японской империей в ходе войны, а также не использованных ею возможностях. Многие из предложенных сценариев качественно меняют послевоенный миропорядок. В конце каждого эссе даётся сжатое изложение того, как развивалась ситуация на самом деле.
Книга начинается анализом последствий вторжения японских войск в СССР зимой 1941 года. Далее идут: оккупация Британской Индии и полный вывод британского фактора с тихоокеанского театра военных действий, успешное вторжение Японии в Австралию, неприемлемый ущерб американскому флоту в Пёрл-Харборе, сохранение внезапности при атаке флота США возле атолла Мидуэй и альтернативное начало войны с США, эвакуация Гуадалканала и даже успешная оборона Кюсю с помощью камикадзе. В сборнике не содержится критического разбора представленных сценариев, однако в русском издании имеется справочный материал по вооружениям воюющих флотов, а также 24 иллюстрации и 15 карт.
- Rising Sun Victorious. The Alternate History of How the Japanese Won the Pacific War / Editor: P. Tsouras. — New York: Greenhill Books, 2001. — 240 с. — ISBN 185367446X.
- Сб. [militera.lib.ru/research/nippon/index.html Победа Восходящего солнца] / под ред. Питера Цураса. — М.: АСТ, Ермак, 2004. — 480 с. — ISBN 5170147171.

### «Победы Третьего рейха»
Ещё один изданный под редакцией Питера Цураса в 2002 году сборник альтернативно-исторических концепций, представленных в виде глав различной проработанности и детализации. Общий принцип включения материала — происходящее должно так или иначе приводить к победе или сохранению нацистской Германии. Наиболее глобальными, существенно меняющими ход последующих событий по всем направлениям сценариями оказываются следующие:
- Гитлер либо изначально не антисемит, либо отказывается от этого в процессе возмужания. В противовес — он настроен антибритански и является сторонником преимущественного развития военно-морского флота. В этом случае Рейх имеет шансы выхода из горячей Второй мировой войны в последующую холодную.
- Рейху удаётся разработать атомную бомбу в 1942 году и нанести громадный ущерб Лондону и Москве. Война всё равно заканчивается стратегическим поражением Германии, однако со значительными оговорками, то есть Рейх скорее всего сохранился бы.
- СССР наносит в 1941 году превентивный удар по Германии. Война завершается подписанием сепаратного мира, после чего Рейх сосредотачивается на Западном фронте против Британии и США. Исход неясен.

Помимо этих в книге разрабатываются и менее масштабные варианты — например, нападение Турции на СССР в 1942 году, захват британцев в Дюнкерке, проигрыш Красной Армии на Курской дуге или провал второго фронта, союзной высадки в Нормандии. Книга не содержит комментарийного и справочного аппарата.
- Third Reich Victorious: Alternate Decisions of World War II / Editor: P. Tsouras. — New York: Presidio Press, 2007. — 336 с. — ISBN 0345490150.
- Сборник. [militera.lib.ru/research/dritten/index.html Победы Третьего рейха: Альтернативная история Второй мировой войны] / под ред. Питера Цураса, пер. М. Борисова. — М.: АСТ, Астрель, 2004. — 378 с. — ISBN 5170147171.

### «Россия и Германия. Вместе или порознь?»
В вышедшей в 2005 году 4-й книге Сергея Кремлёва (псевдоним Сергея Брезкуна, ракетчика, замдиректора Института стратегической стабильности Минатома России), посвящённой русско-германским отношениям, кратко рассматривается вопрос вступления СССР в «ось». В этом случае по воле автора Гитлер и Сталин проводят встречу в Форосе 22 июня 1941 года.
- Сергей Кремлёв. Россия и Германия. Вместе или порознь? — М.: АСТ, 2005. — 360 с. — ISBN 5170206399.

### «Мир, который Гитлер никогда не делал»
Научно-популярная работа специализирующегося на истории Холокоста профессора Гавриэля Дэвида Розенфельда (Gavriel D. Rosenfeld) 2005 года. Победа нацистов во Второй мировой войне, побег Гитлера в джунгли Латинской Америки и проч. — каковы причины распространения и актуализации подобных вопросов в западной массовой культуре?
Исследуя большое количество романов, рассказов, фильмов, телевизионных программ, игр, комиксов и академических эссе, которые появились в Великобритании, Соединённых Штатах и Германии за послевоенное время, автор показывает эволюцию памяти об историческом наследии нацистской Германии и усматривает в этом ряд опасностей для общества.
- Rosenfeld, G. The world Hitler never made. Alternate History and the Memory of Nazism. — London: Cambridge University Press, 2005. — 524 с. — ISBN 0521847060.

### «Московский выбор»
Изданное в 2006 году сочинение британо-американского писателя Дэвида Даунинга (David Downing), представляющее собой стилизацию под строго научное историческое исследование. В нём автор излагает все события несуществующей войны так, как если бы она произошла. Он, делает два важных допущения:
1) В 1941 году Гитлер из-за несчастного случая на некоторое время выбывает из числа людей, принимающих решения, — и генералитету Рейха удаётся этим воспользоваться. Танковые группы не разворачиваются на удар по Украине, и осенью 1941 года Москва захвачена.
2) В начале 1942 года японцы догадываются, что американцы расшифровали их военно-морской код. В результате, Ямамото организует масштабную ловушку силам Тихоокеанского флота США. По итогам сражения, развернувшегося около острова Мидуэй, Америка теряет 3 авианосца и, фактически, перестаёт контролировать Тихий океан.
Далее история коренным образом меняется. Новой столицей СССР становится Куйбышев, однако война на Восточном фронте затягивается. Зато Рейху удаётся добиться качественного перелома в Северной Африке, и после успешной десантной операции на Мальте «Немецкий Африканский корпус» Эрвина Роммеля захватывает Египет и, в частности, Суэцкий канал, устремляясь к арабской нефти. США же всё больше и больше уступают натиску Японской империи, захватывающей одну колонию за другой в тихоокеанском регионе.
- Downing, D. Moscow Option: An Alternative Second World War. — Greenhill Books, 2006. — 256 с. — ISBN 1853676748.
- Даунинг, Д. Московский выбор. Альтернативная Вторая мировая война / пер. С. Карамаева. — М.: АСТ, Астрель, 2006. — 272 с. — ISBN 5170325479.

### «Вторая мировая война между реальностями»
Аналитическое исследование российского публициста и писателя Сергея Переслегина 2006 года. Среди задач, поставленных перед собой автором — поиск ответа на вопрос, существовали ли у нацистской Германии стратегии, позволявшие нацистам добиться разгрома Великобритании в 1940 году или СССР в 1941 году. Он приходит к выводу, что, да, такие возможности были. В книге последовательно разрабатываются все значимые события всех фронтов, начиная с финской войны и североафриканской кампании и заканчивая Сталинградской битвой и Курской дугой. Примерно треть объёма занимает приложение.
- Переслегин, С. [www.fictionbook.ru/author/pereslegin_sergeyi/vtoraya_mirovaya_voyina_mejdu_realnostyami/pereslegin_vtoraya_mirovaya_voyina_mejdu_realnostyami.html Вторая мировая война между реальностями]. — М.: Яуза, Эксмо, 2006. — 544 с. — ISBN 569915132X.

## Художественные произведения
Победоносная для стран «оси» Вторая мировая война служит основой сюжета в большом количестве фантастических произведений культуры (книг, кинофильмов, компьютерных игр и др.) послевоенного времени. Зачастую художественное осмысление темы содержит более смелые предположения о вариантах развития, чем это могут себе позволить эксперты в рамках научного анализа. Ниже в хронологическом порядке кратко описываются наиболее значимые художественные произведения жанра. Их более полные описания — в профильной статье.

### XX век

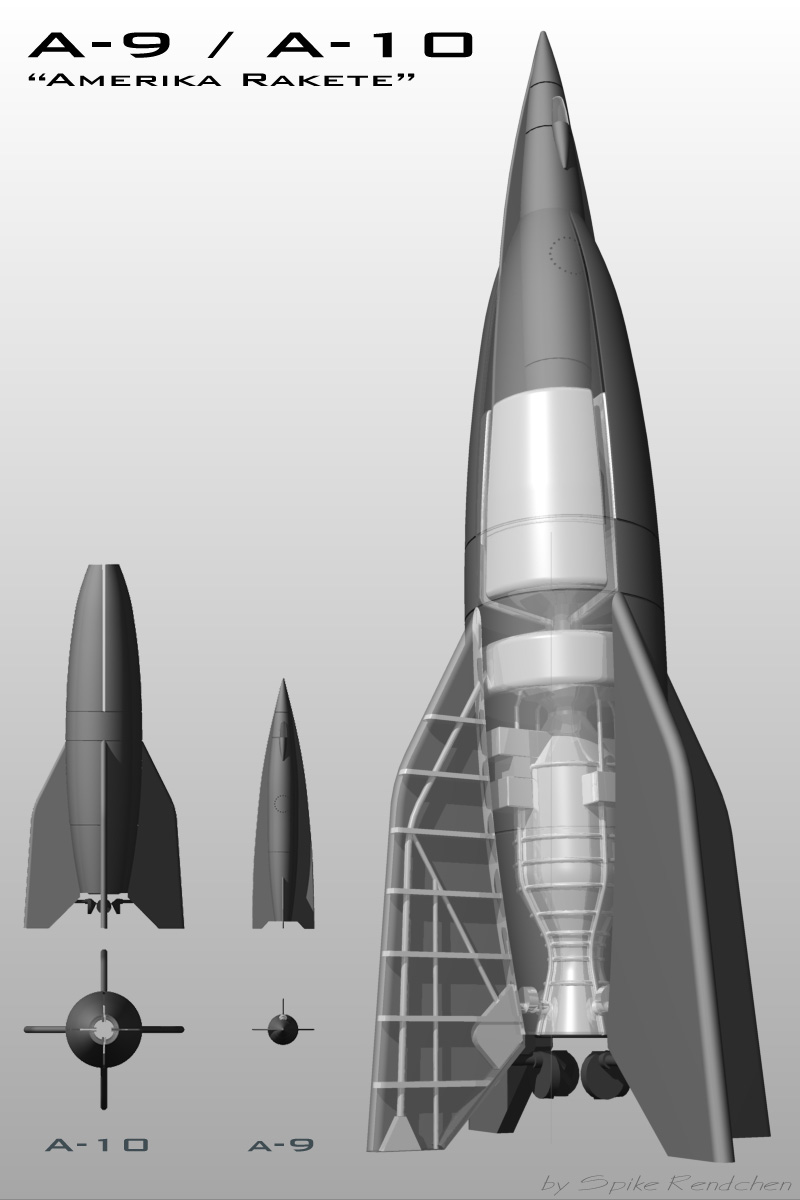
Amerika rakete (A-9/A-10) — реальная германская разработка «оружия возмездия».

#### 1940-е и 1950-е
- Ноэл Кауард, «Мир на наши времена», 1946. Германия выиграла битву за Британию. Будни оккупированной страны.
- Джон Уолл, «Звук его рожка», 1952. Главный герой оказывается в нацистском мире будущего, где становится одной из жертв охоты на людей.
- Сирил Корнблат, «Две судьбы», 1958. США проиграли войну и в 1955 году разделены между нацистской Германией и Японией. Население лишено прав и принуждено к рабскому труду в концлагерях, наука и образование запрещены.

#### 1960-е
- Филип Дик, «Человек в высоком замке», 1962. СССР захвачен, США расчленены, нацистская Германия и Япония в холодной войне и космической гонке.
- Гордон Флеминг, Джильс Купер, «Другой человек», 1964. Мир завоёван нацистской Германией. Главного героя-самоубийцу оживляют с помощью нацистской медицины, вырезающей органы у живых заключённых.
- Отто Бэзил, «Если бы фюрер это знал», 1966. Рейх сбрасывает атомные бомбы на Японию и к 1960 годам завершает мировую войну. Главный герой путешествует по постапокалиптической Европе.
- Кевин Браунлоу, Эндрю Молло, «Это случилось здесь», 1966. В Британии коллаборационистский режим. Седьмой флот США из Ирландии нападает на неё.

#### 1970-е
- Норман Спинрад, «Стальная мечта», 1972. Гитлер — эмигрировавший в США писатель-фантаст, в Германии коммунисты побеждают нацистов и захватывают полмира, устраивая Холокост.
- Эрик Норден, «Абсолютное решение», 1973. В победившем полмира Рейхе идёт борьба за власть между сторонниками сохранения «оси» с Японией и расистами. В бывших США нацистская расовая политика сливается с американским образом жизни.
- Фредерик Маллэлли, «Гитлер победил», 1975. Гитлер-завоеватель венчает себя папской тиарой, становясь новым римским папой.
- Леонард Дейгтон, «SS-GB», 1978. Англия оккупирована Рейхом. Детектив из Скотланд Ярда разрывается между лояльностью стране и профессиональным долгом.

#### 1980-е
- Жан Мазарин, «Искривлённая история», 1984. Нацисты получили атомное оружие возмездия, Лондон, Вашингтон и Москва уничтожены. Спустя полвека восставшие фанатики-бургундцы угрожают мирному сосуществованию Рейха и Японии.
- Джон Хукер, «Солдаты-диверсанты», 1984. Японская империя бомбит Сидней и оккупирует восточную Австралию. Задача пятерых солдат — сопротивление агрессорам.
- Джеймс Хоган, «Операция „Протей“», 1985. Секрет успехов нацистов — в передаче им знаний из будущего. Задача подпольных патриотов Америки — закрыть Гитлеру «ворота» в 2020 год, чтобы он не овладел ядерными технологиями.
- Брайан Олдис, «Позапрошлый год», 1987. Весь мир находится во власти коррумпированных фашистских диктатур потомков нацистской Германии. Скандинавия остаётся единственным и последним «островком свободы».
- Гарри Тертлдав, «Последняя статья», 1988. Нацистская Германия оккупирует Британскую Индию и становится противником индийского национально-освободительного движения. Стратегия ненасильственного сопротивления проигрывает.
- Брэд Линевивер, «Ледяная Луна», 1988. Атомный Рейх побеждает Америку. Анархистски настроенная дочь Йозефа Геббельса публикует секретные дневники покойного отца.

#### 1990-е
- Лео Рутман, «Столкновение орлов», 1990. Завоевав Великобританию, нацистская Германия приступает к захвату Америки, вермахт высаживается в Квебеке.
- J.C. Staff, «Лазурный флот», 1990. Адмирал Исороку Ямамото в момент смерти перерождается, оказываясь в своей молодости, однако сохранив знания о будущих ошибках Японии. Он прикладывает все силы, чтобы страна не допустила их.
- Стивен Стирлинг, «Марш через Грузию», 1991. СССР откинут Рейхом за Урал, новые земли заселяются оккупантами. События разворачиваются в нацистской Грузии.
- Роберт Харрис, «Фатерланд», 1992. Нацистская Германия, учреждённое ею марионеточное Европейское сообщество и США готовы подписать союзный договор. Группа инсургентов в высшем руководстве Германии передаёт американским журналистам копии уничтоженных документов об истории Холокоста, с тем чтобы президент США под давлением общественности денонсировал это соглашение. Гестапо и криминальная полиция оказываются вовлечены в схватку на разных сторонах. Сюжет снятого по роману фильма (1994) демонстрирует значительные расхождения с первоисточником.
- Николас Содрэ, «Апельсины Ялты», 1992. Японская империя вместо нападения на США вторгается в Советский Союз. Красная армия не может воевать на два фронта.
- Стивен Корнвелл, «Филадельфийский эксперимент II», 1992. В ходе секретного «Филадельфийского эксперимента» из 1984 в 1943 год проваливается самолёт стелс F-117 с ядерным оружием — прямиком к нацистам. Нацистская Германия побеждает весь мир.
- Сергей Абрамов «Тихий ангел пролетел», 1994. Нацистская Германия захватывает Россию и превращает её в процветающую диктатуру русских ультранационалистов, а затем и демократию западного образца.
- Дэвид Эллей, «7 декабря 1941 года: иной путь», 1995. Япония вторгается в Сибирь, захватывает Азию и Австралию. Рейх после захвата Европы и Ближнего Востока оккупирует США, однако гибнет из-за тамошнего сопротивления Холокосту.
- Ньют Гингрич, Уильям Форсчен, «1945», 1995. США побеждают Японию, нацистская Германия побеждает СССР, холодная война и ядерное соперничество супердержав.
- Джеймс Герберт, «'48», 1996. Нацистские Фау-2 заносят в Британию биологическое оружие — страшные болезни. Главного героя преследует бригада «чернорубашечников», чтобы выкачать его кровь.
- Андрей Лазарчук, «Иное небо» (1993), «Все, способные держать оружие…» (1997). Побеждённая Россия поделена между Германией и Японией, Сибирь — великая держава. Рейх доживает до 1990-х годов, но, как и Советский Союз в нашем мире, стоит на пороге развала.
- Даниэль Истерман, «„У“ — это убийство», 1997. Изоляционистская Америка становится диктатурой. Черчилль засылает тайного убийцу, чтобы рассорить её с нацистской Германией.
- Василий Кожелянко, «Парад в Москве», 1998. Независимая Украина, обретя с помощью германо-румыно-венгерских войск часть территории, объявляет войну СССР, за три месяца создаёт армию и 7 ноября 1941 года марширует на параде по Красной площади в Москве.
- Косюн Таками, «Королевская битва», 1999. Япония — фашистская империя. Группа школьников оказывается в изоляции и вынуждена каждые сутки убивать минимум одного человека, пока не останется единственный.
- Хироюки Окиура, «Оборотни», 2000. В милитаризованной Японской империи, проигравшей Вторую мировую войну Германии, нарастает недовольство, беспорядки вдохновляются экстремистами-леваками. Для отпора хаосу власть создаёт особые спецслужбы.

### XXI век

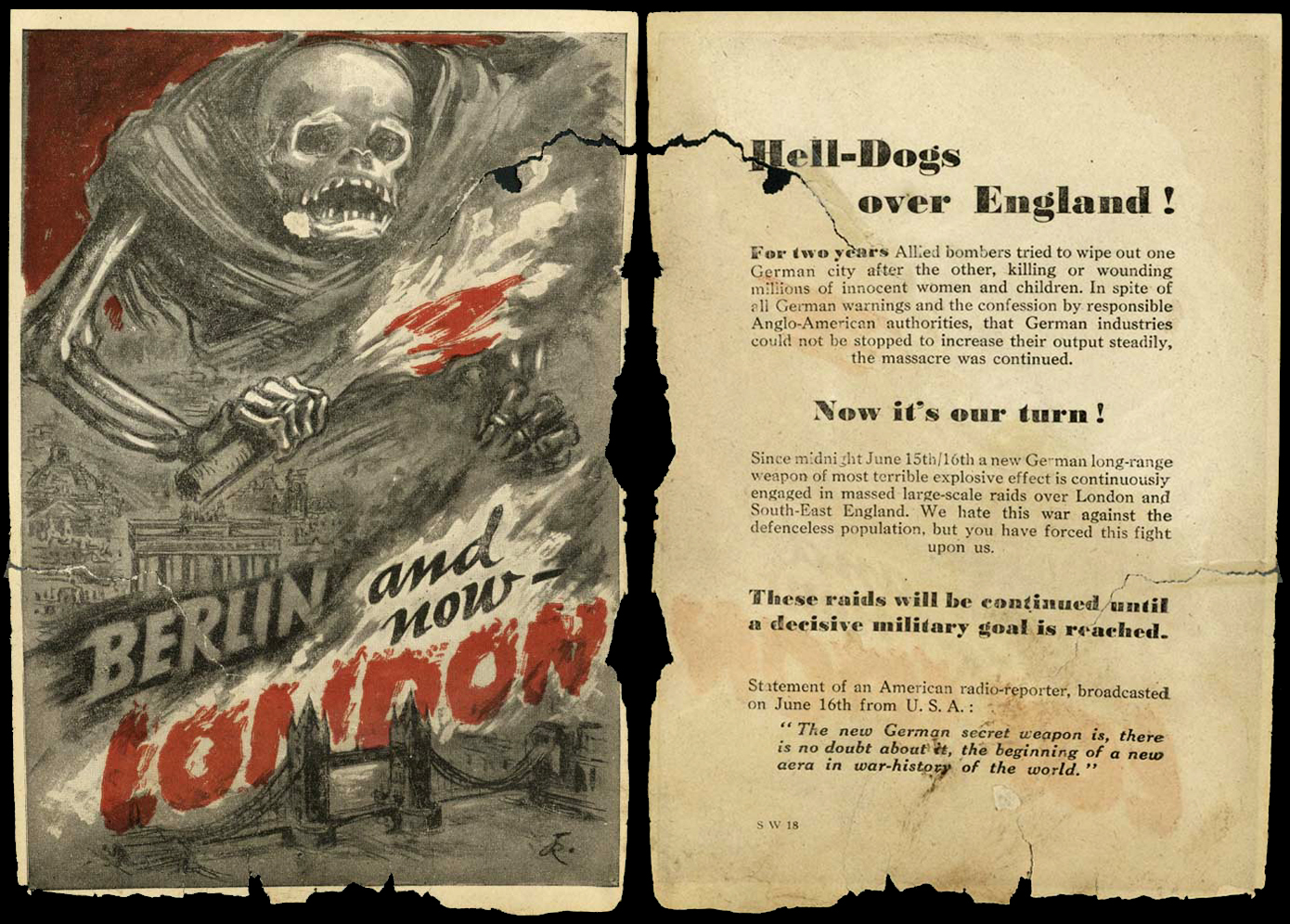
Нацистская пропагандистская листовка. Конец июня 1944

- Кристиан фон Диртфурт, «21 июля», 2001. Гитлер убит, Германия накануне краха. Но ей удаётся сбросить атомную бомбу на Минск, вынудить союзников свернуть войну и вернуться в границы 1940 года. К 1953 году нацистская Германия вновь сверхдержава.
- Дэниэл Куинн, «После Дахау», 2001. Главная героиня получает воспоминания о параллельном мире и понимает, что всё вокруг неё «пошло не так». Нацизм победил, весь мир был очищен от евреев и цветных. Необходимо рассказать этому миру, что он потерял, и исправить его.
- J.N. Stroyar, «Детская война», 2001. Между покорившей Европу нацистской Германией, Советским Союзом и Северо-Американским Союзом заключён военный блок. Главного героя спасает польское сопротивление. Их целью становится поиск помощи в Америке.
- Марио Фарнети, «Восток» (2001), «Атака с Востока» (2002), «Новая империя Востока» (2006). Италия удерживается от альянса с нацистской Германией, а позже вместе с Британией и США побеждает агрессивный Советский Союз, становясь сверхдержавой от Эфиопии до Урала.
- Ли Симён, Ли Санхак, «2009: Утраченные воспоминания», 2002. Японская империя заключила союз с США против нацистской Германии и по окончании войны сохранила свои завоевания. Спустя сто лет, в 2009 году, Корея продолжает оставаться японской колонией.
- Мюррей Дэйвис, «Коллаборатор», 2003. В оккупированной нацистской Германией Британии нарастает движение Сопротивления. Главному герою приходится сотрудничать с террористами ИРА и т. д.
- Гарри Тертлдав, «В виду врагов моих», 2003. Послевоенный мир разделён между Германией, Японией и их союзниками, крупнейшие города США разрушены в ходе Третьей мировой ядерной войны. Выжившие в Холокосте скрытые евреи взламывают компьютерную сеть Рейха и делают достоянием общественности информацию о том, что и сами высокие сановники нацистской империи не чужды еврейской крови. Это приводит нацистскую империю к распаду.
- Йохан Гелиот, «Луна не для нас», 2004. Германия выиграла Первую мировую войну и захватила у французов внеземную технологию. Нацистская Германия к 1930 годам господствует над миром и атакует анархистскую колонию на Луне.
- Филип Рот, «Заговор против Америки». 2004. Президентом США становится германофил, Америка становится ещё более консервативной и юдофобской.
- Сергей Синякин, «Полукровка (Der Halbblutling)», 2005. СССР побеждён, на обретённых территориях сформирована сеть школ для детей-полукровок. Одному из них, «полуарийцу»-полуславянину, предстоит стать первым космонавтом Рейха.
- А. Авраменко, Б. Орлов, А. Кошелев, «Смело мы в бой пойдём…», 2006. Октябрьской революции не случилось — и к 1940-м годам Россия по-прежнему на распутье между красными и белыми. Россия объединяется с нацистской Германией в победоносный союз.
- Стюард Слэйд, «Большой», 2007. Рейх захватывает Европу, в 1947 году Советский Союз и Америка всё ещё безуспешно с ним воюют. Однако США вот-вот получат атомную бомбу.
- Дмитрий Володихин, «Слишком человеческое», 2007. Рейх захватил СССР и ведёт бесконечную войну с Китаем. Русские — варварский народ 4-го класса.
- Йо Уолтон, «Фартинг», 2006—2008. Перелёт Рудольфа Гесса завершается успешно, Британия и Германия мирятся, власть получают аристократы-германофилы.
- Стефен Бакстер, «Ткач», 2008. Нацисты учреждают в Британии Протекторат Альбион, после чего отвлекаются на вторжение в СССР. Главный герой, еврей-гомосексуал-телепат, интегрируется в «Аненербе» и пытается спасти мир от Холокоста.
- Юрий Нестеренко, Михаил Харитонов, «Юбер аллес», 2002—2010. В 1941 в результате заговора германских генералов Гитлер и его ближайшие сподвижники были убиты, а национал-социализм — реформирован. Опора на русские антибольшевистские силы во главе с генералом Власовым позволила Германии выиграть войну на востоке и удержать большинство завоеваний на западе. В 1991 году мир по-прежнему расколот между двумя сверхдержавами — нацистской Германией и США.
- Кристофер Джон Сэнсом, Доминион, 2012. В 1940 году Великобритания капитулирует перед Германией. 1952 год. Германия продолжает войну с СССР, которая обескровливает мировую экономику. В Великобритании начинает действовать возглавляемое Черчиллем Сопротивление.
- Георгий Зотов, «Москау», 2012. 20 октября 1941 года войска вермахта победоносно вошли в Москву. К лету 1984 года флаги нацистской Германии водружены над укреплениями на Урале, среди джунглей Южной Африки и Латинской Америки. По условиям раздела мира, Японская империя владеет половиной мира — Китаем, Австралией, Аляской, Сиэтлом и Невадой, заняла Сибирь и Дальний Восток. Но партизанское движение не слабеет все годы существования рейхскомиссариата Москау. Целые области на Урале, под Петербургом, возле Екатеринодара контролируют партизаны.
- Елена Чижова, «Китаист» 2017. В Великую Отечественную войну немецкие войска дошли до Урала. Граница прошла по Уральскому хребту: на Востоке — СССР, на Западе — оккупированная немцами Россия. Перед читателем разворачивается альтернативная история двух государств — советского и профашистского — и история двух молодых людей, выросших по разные стороны Хребта, их дружба-вражда, вылившаяся в предательство.

### Пограничные случаи
Ниже в хронологическом порядке представлены художественные произведения, в которых страны «оси» не добиваются конечной победы в войне, однако серьёзно улучшают свои позиции по сравнению с нашей реальностью, либо находят нестандартные выходы из ситуации произошедшего в нашем мире их тотального разгрома, приводящие к новому подъёму. Сюда же отнесены случаи, когда финал остаётся открыт. Более полные описания произведений — в профильной статье.
- Сакё Комацу «Чёрная эмблема сакуры», 1961. Пришелец из будущего пытается изменить историю родной Японии накануне её краха в 1945-м. Атомная бомба не взрывается над Хиросимой. Следует вторжение СССР и США, миллионы жертв.
- Север Гансовский, «Демон истории», 1967. Главный герой проникает в прошлое, где убивает будущего диктатора Объединённых Земель Германии Юргена Астера: теперь войны не будет. Однако по возвращении обратно герой попадает в нашу реальность, где узнаёт о нацистской Германии и об Адольфе Гитлере.
- Томас Циглер, «Голос ночи», 1983. Рейх гибнет, союзниками реализуется план Моргентау по обескровливанию Германии. От безысходности немцы эмигрируют в Латинскую Америку. Там образуется новая сверхдержава.
- Дэвид Брин, «Тор встречает Капитана Америку», 1986. Нацистская Германия оказывается защищёна скандинавскими богами. Однако бог-проказник Локи присоединяется к союзникам, и они готовят нападение на Вальгаллу.
- Пок Коиль, «В поисках эпитафии», 1987. Японская империя — третья после США и СССР сверхдержава мира. Китай разделён на четыре части, корейцы ассимилированы. Главный герой, столкнувшись с неприятием интереса к корейскому прошлому, бросает семью.
- Дин Кунц, «Молния», 1988. Нацисты находят способ перемещения из 1944 года в наше время и пытаются выкрасть атомные секреты. Но среди них находится саботажник: он становится хранителем жизни героини, будущий сын которой должен спасти свободный мир.
- Ганс Альфредсон, «Нападение в Полшёском лесу», 1996. В Швеции из-за теракта гибнет любовница Гитлера Ева Браун. Фюрер вторгается в страну. Части элиты страны удаётся бежать, другая часть сотрудничает с оккупантами.
- Стивен Фрай, «Как творить историю», 1997. Главный герой меняет ход истории, чтобы не допустить рождения Адольфа Гитлера. В итоге нацистов возглавляет ещё более циничный и расчётливый фюрер — некий Рудольф Глодер. Под его управлением Рейх, поглотивший Европу, Турцию и СССР, проводит медленный геноцид евреев и находится в ядерной гонке с США, тоже ставшими более авторитарными и нетерпимыми. Главному герою приходится возвращать историческим событиям изначальный порядок.
- Майкл Добсон, Дуглас Найлз, «Лис на Рейне», 2002. «Заговор 20 июля» 1944 года удался, Гитлер убит, новый вождь — Генрих Гиммлер. Он заключает сепаратный мир с русскими и обрушивается на союзников всей мощью в Арденнах.
- Сергей Анисимов, «Вариант „Бис“», 2003. В 1941 году Красная армия оказалась более готова к нападению нацистской Германии на СССР, нежели в реальной истории. В результате к ноябрю 1944 года советские войска вступают на территории Германии. В результате Британия, Франция и США заключают с Третьим Рейхом сепаратный мир, и проводят наступление против войск СССР, сражающихся против фашистов. Дело заканчивается нанесением «новым союзникам» тяжёлого поражения, но и войска Красной Армии обескровлены. Стороны заключают перемирие и делят Европу на западную и советскую, последняя больше чем в РИ.
- Дмитрий Казаков, «Высшая раса», 2005. Рейх разгромлен, однако эсэсовцам удаётся получить чудо-оружие — вещество, удесятеряющее свойства «арийца». СС захватывает Баварию и Австрию, прежде чем сверхлюдей удаётся обуздать.
- Роберт Конрой, «1945», 2007. Японская империя не сдаётся в 1945 году, из-за чего происходит полноценная ядерная война-вторжение на Японские острова.
- Гарри Тертлдав, «Человек с железным сердцем», 2008. Германия повержена и оккупирована союзными войсками — однако нарастает национально-освободительная война. Она вынуждает Запад вывести войска, нацисты вновь захватывают власть.
- Вячеслав Шпаковский, «Если бы Гитлер взял Москву», 2009. Вермахт занимает Москву в конце октября 1941 года, далее германские войска берут Ярославль, Горький, Пензу, весь Кавказ с Баку и входят в Иран. Роммель, с другой стороны, побеждает в Северной Африке и захватывает Александрию летом 1942. Но перелом в войне в пользу союзников всё равно начинается — в Иране и Иордании осенью 1942 года, а также в районе Вологды и Сталинграда. Война заканчивается победой антигитлеровской коалиции. Американским ядерным бомбардировкам в конце войны подвергаются не только японские, но и немецкие города, включая окружённый советскими войсками Берлин.

### Компьютерные игры
В ряде компьютерных игр финал изначально открыт и победа стран оси может произойти в зависимости от действий игрока — так, в некоторых стратегических играх, симулирующих ход Второй мировой войны, игрок может управлять армиями стран оси в качестве одной из сторон игры и добиться победы вопреки реальной истории. Другие компьютерные игры используют альтернативно-исторические декорации, в которых победа стран оси происходит вне зависимости от действий игрока, или уже имела место до начала игры, как например Wolfenstein: The New Order и последующих после него игр, где только немцы одерживают все военные победы в период с 1944 года, а в конце 1948 года вообще захватывают всю планету.
Такие компьютерные игры, годы их первых релизов и краткие сюжеты перечислены в соответствующей главе профильной статьи.